# 영팔정

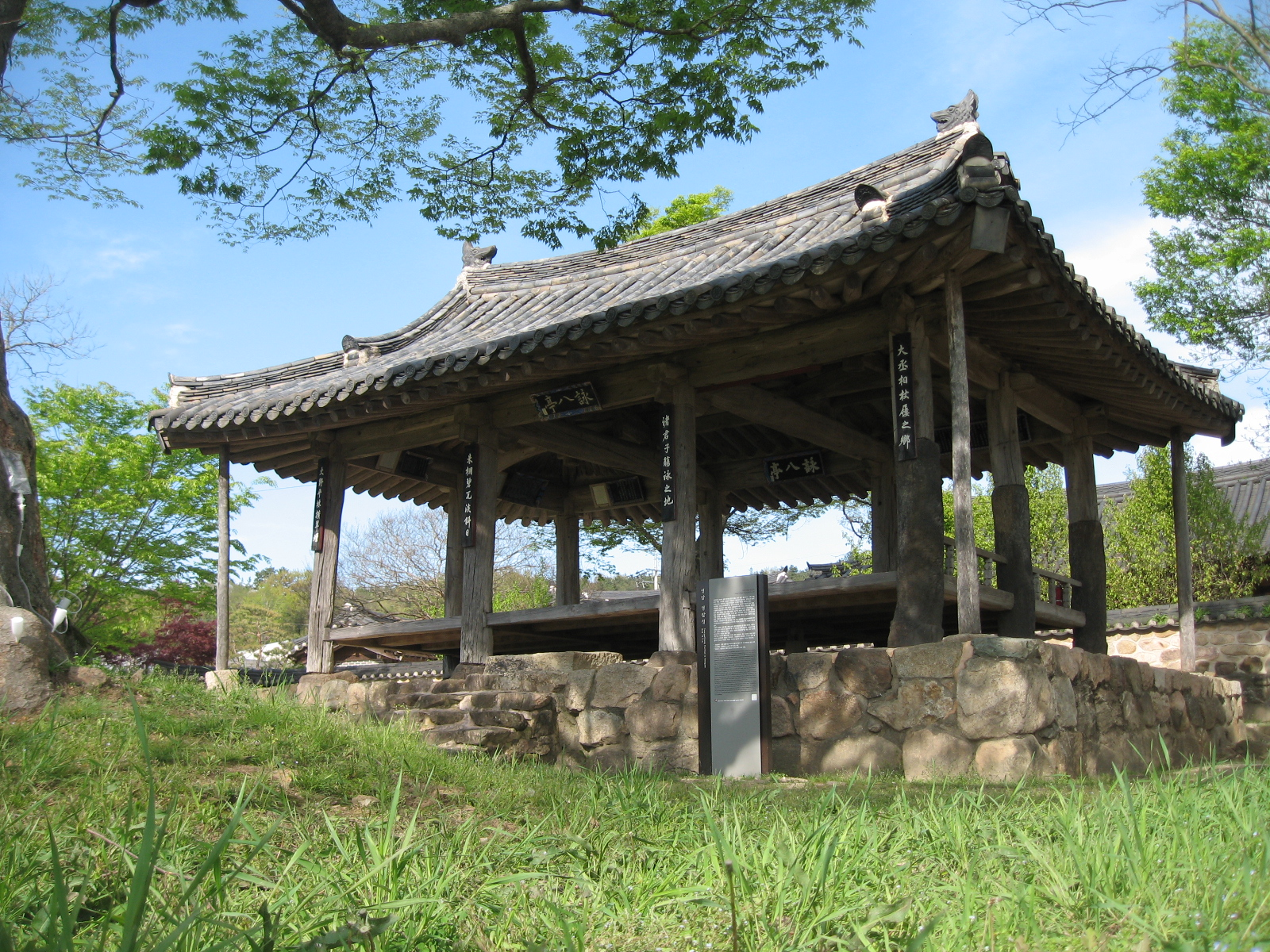
영팔정

영팔정(詠八亭)은 대한민국 전라남도 영암군 신북면 모산리에 있는 건축물이다. 1987년 1월 15일 전라남도의 기념물 제105호로 지정되었다.

## 개요
영팔정은 고려말∼조선초 문신인 하정 류관(柳寬)이 주위 경치에 감탄하여 아들 맹문에게 시켜 조선 태종 6년(1406)에 지은 정자이다.
처음에는 모산리의 ‘모’자와 호인 하정의 ‘정’자를 따서 ‘모정’이라고 불렀으나, 훗날 율곡 이이, 고경명, 남이공, 유상운 등이 주변 경관을 팔영시(八詠詩)로 읊어서 ‘영팔정’으로 바뀌었다. 숙종 15년(1689)에 영의정을 지낸 유상운이 건물을 고친 것 외에는 수리한 내력이 알려져 있지 않다.
정자 규모는 앞면 3칸·옆면 2칸으로 지붕은 옆면에서 볼 때 여덟 팔(八)자 모양인 팔작지붕이다. 내부는 방이나 벽체없이 사방이 개방된 정사각형 평면이며, 마루는 우물마루이고 오른쪽에만 난간을 설치하였다.
양팔정은 배움의 장소로 오랜 세월동안 많은 인물들을 배출하였으며, 마을 사람들이 모임을 갖던 건물로 그 역사적 가치가 크다.

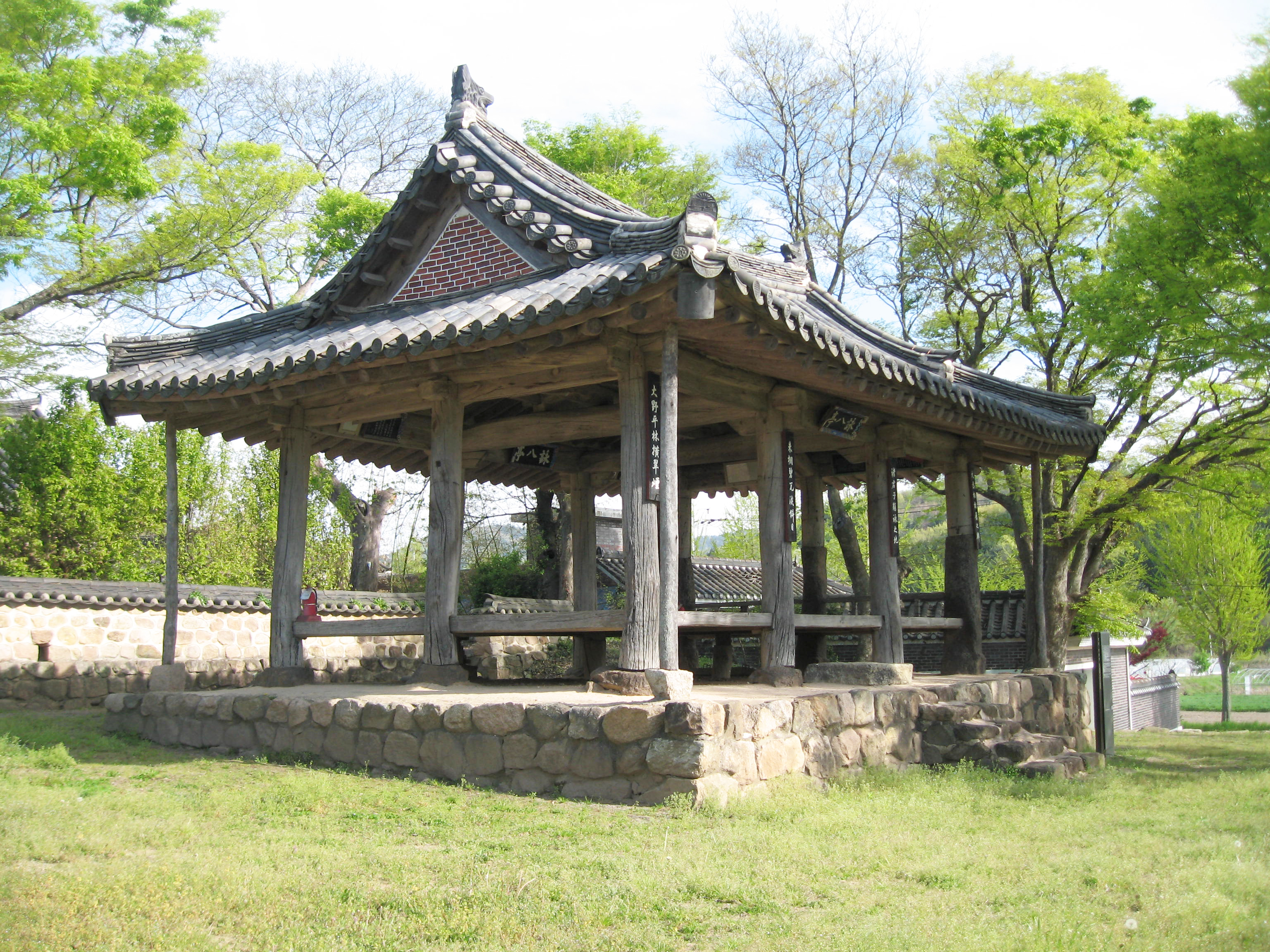
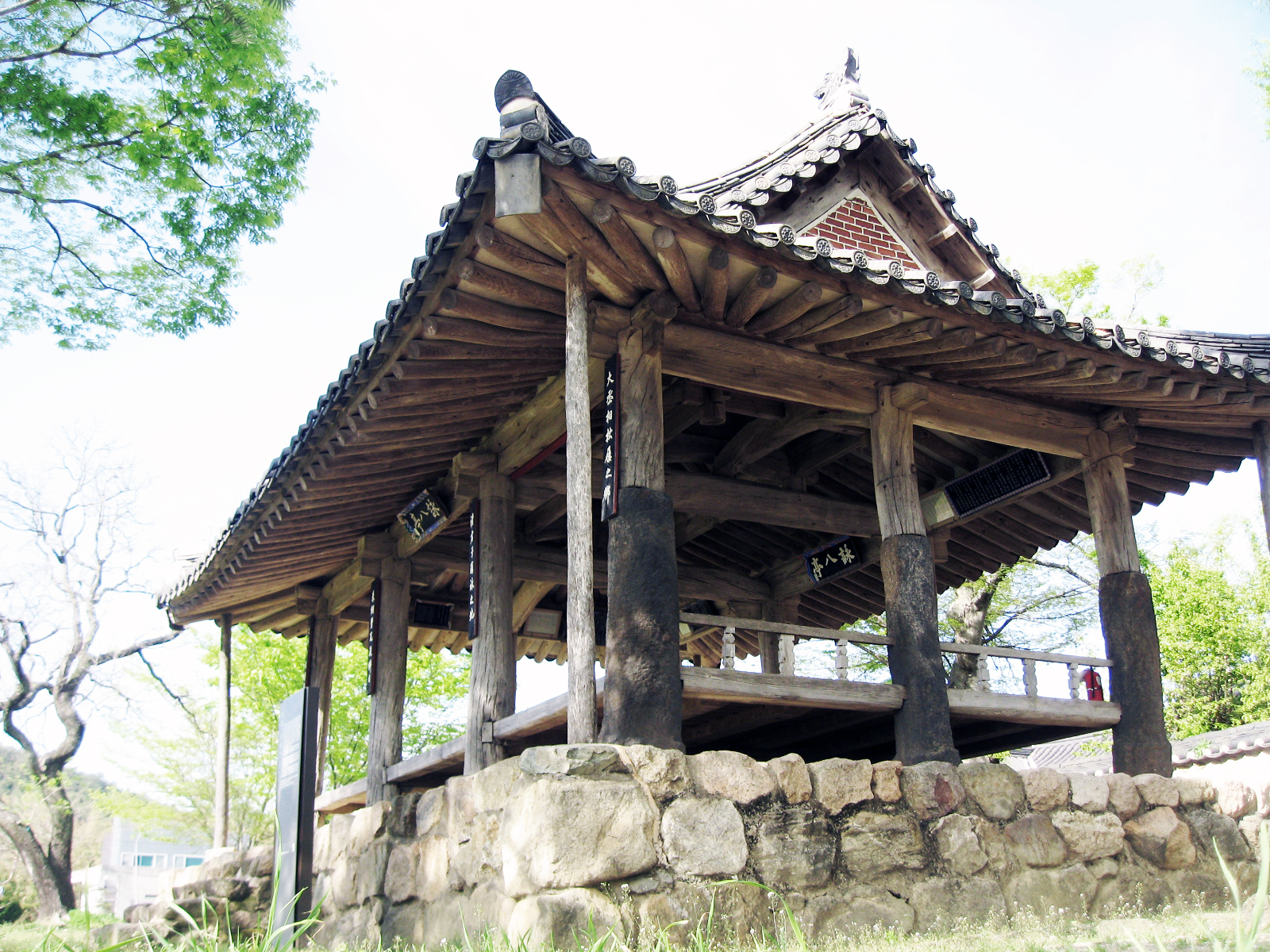
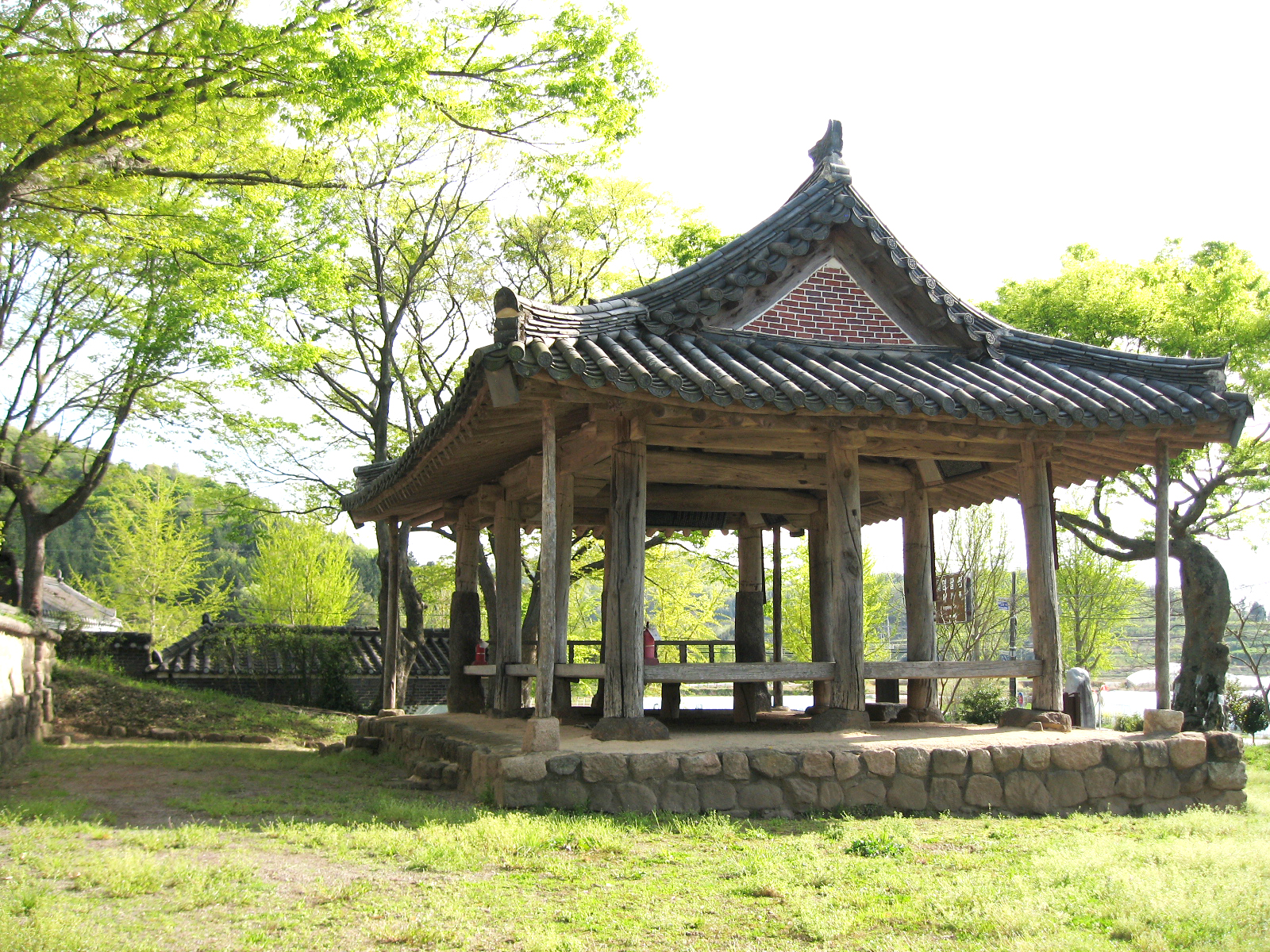
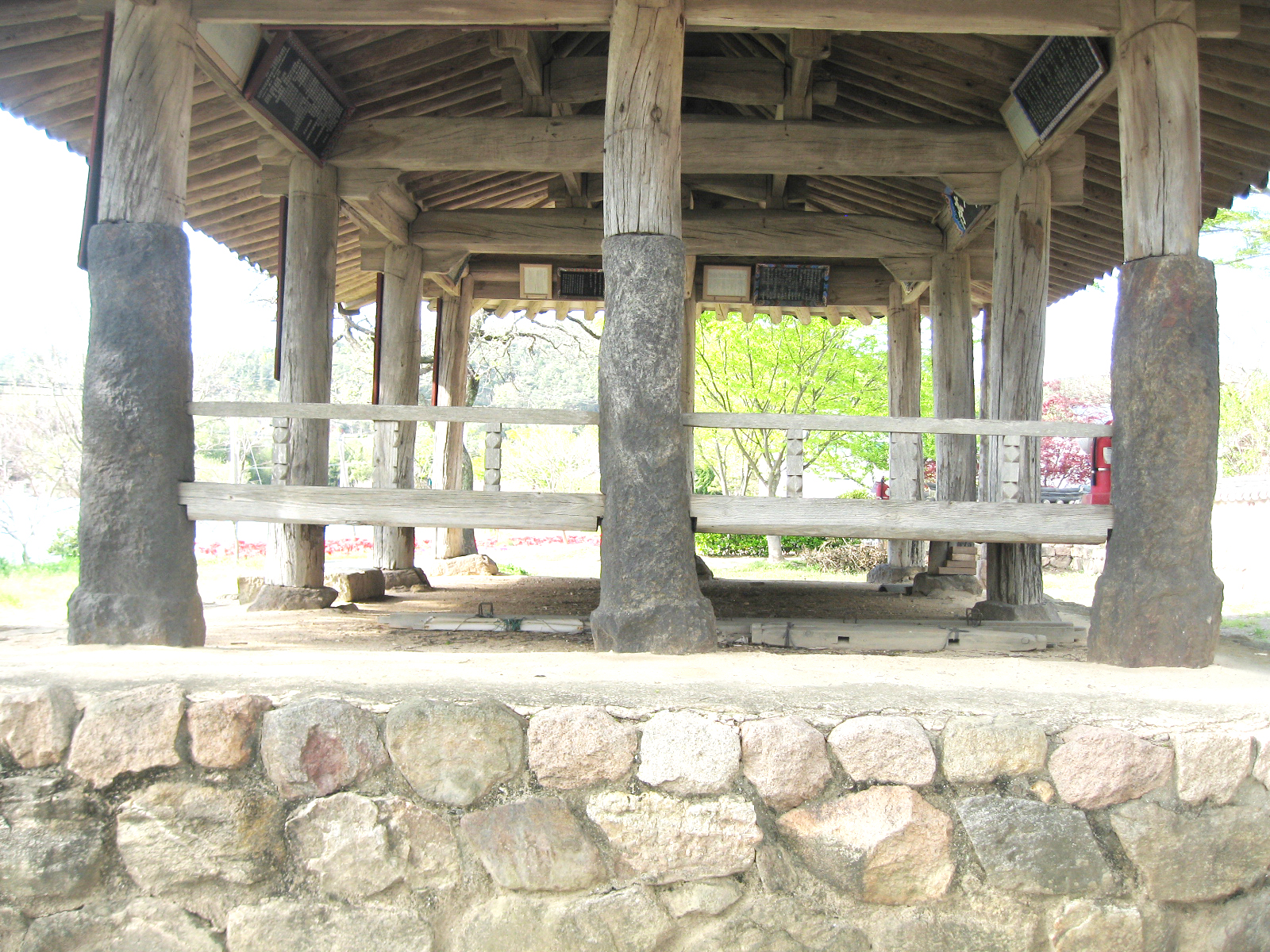
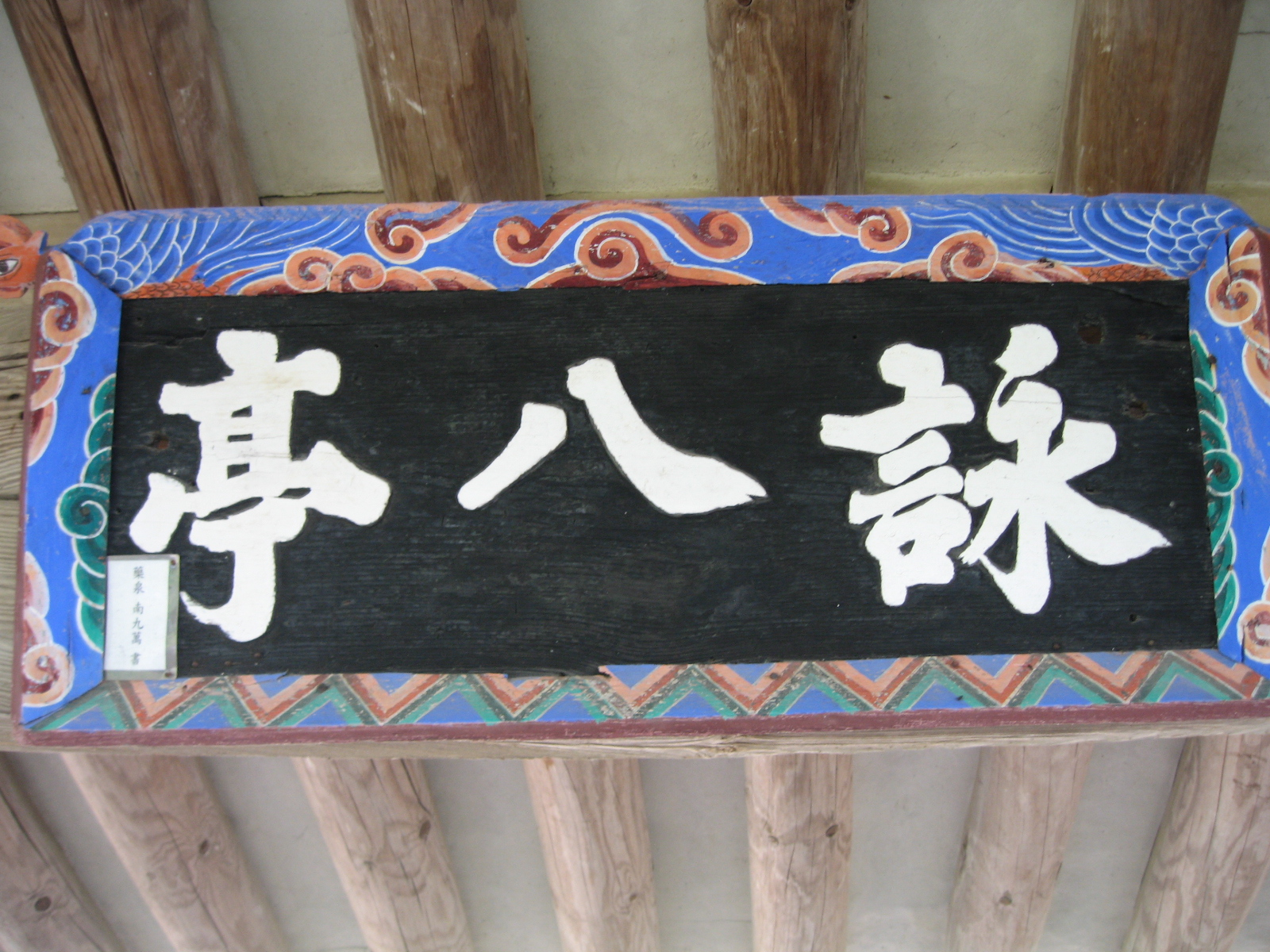
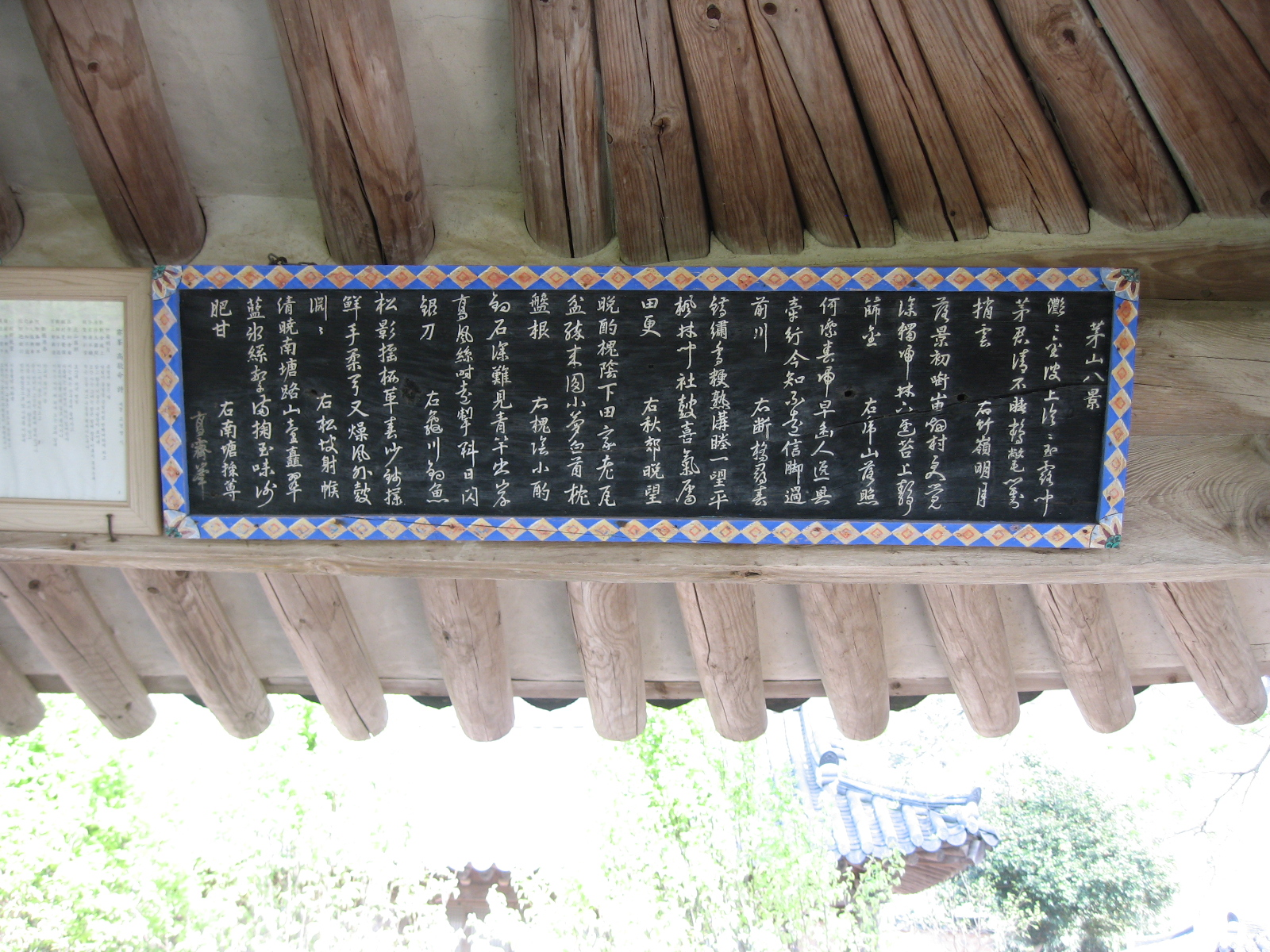
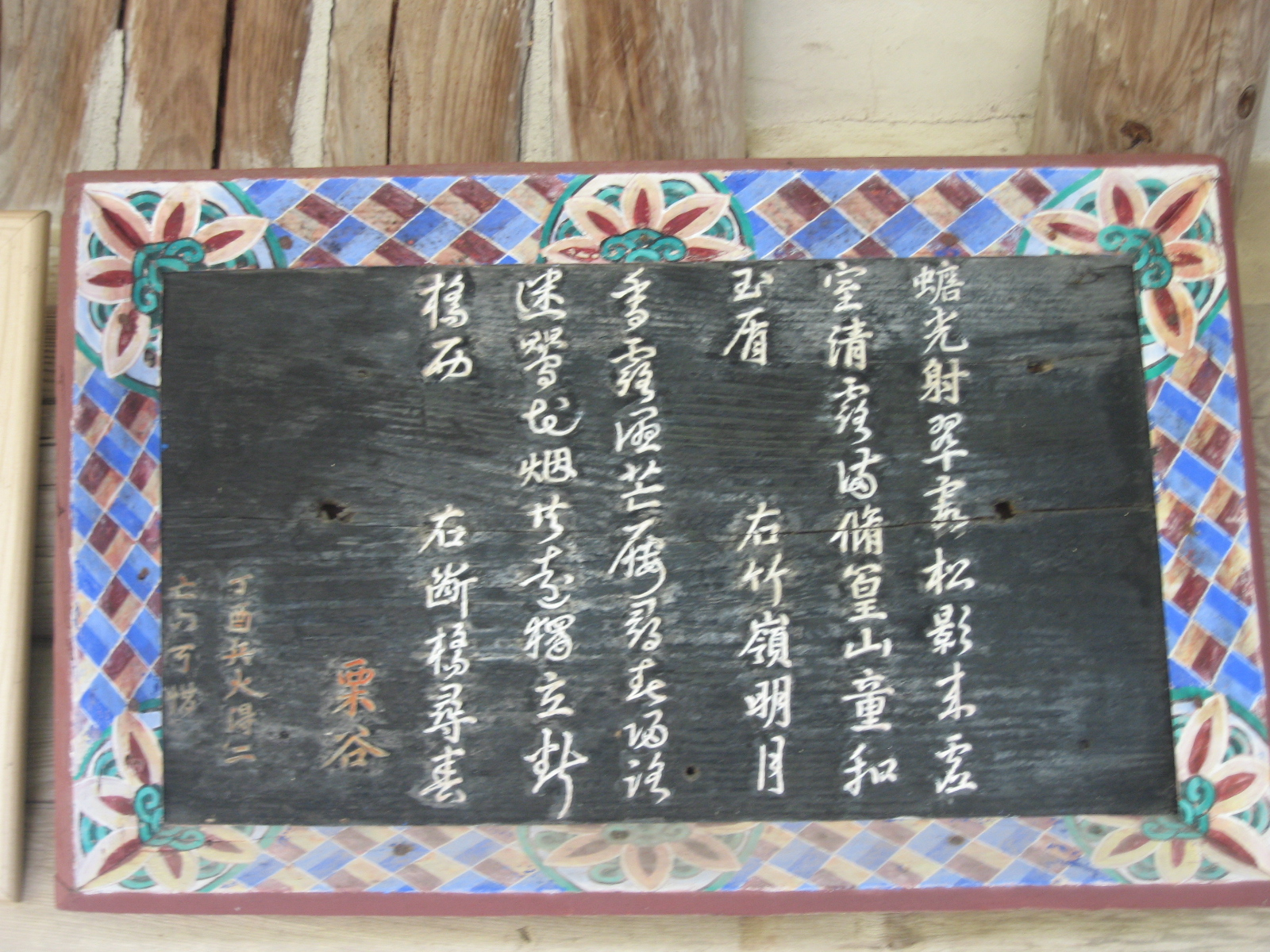
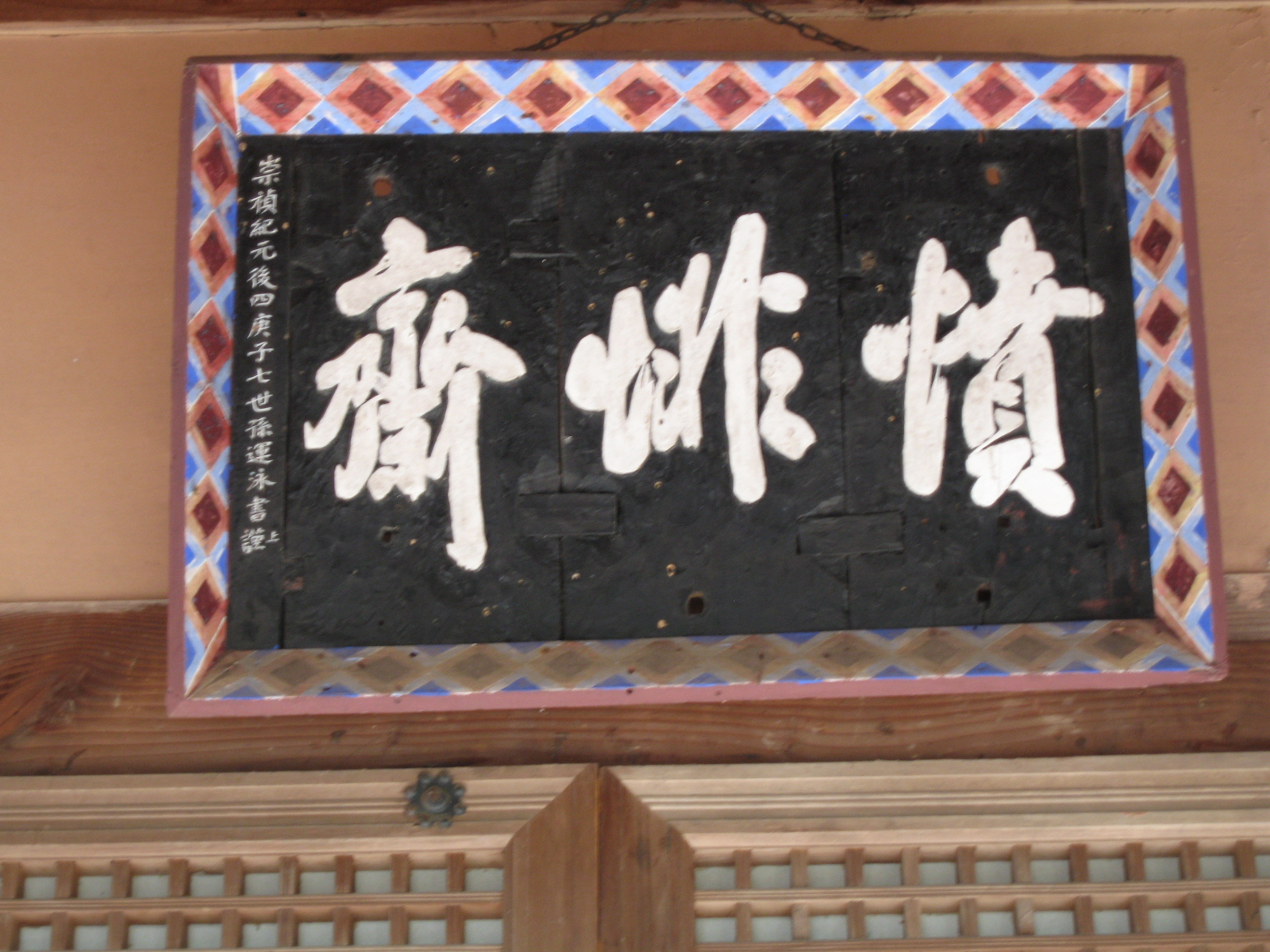
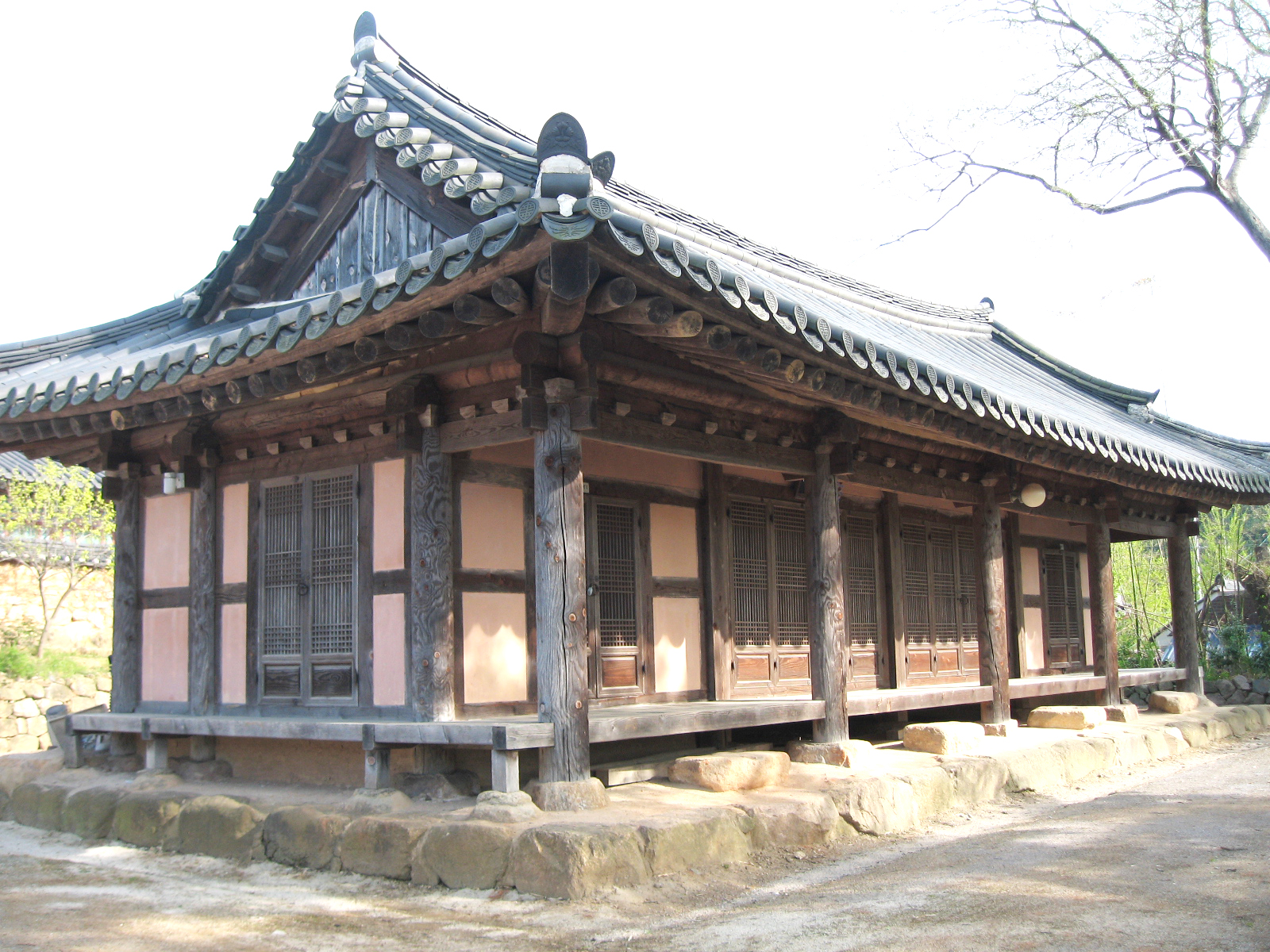
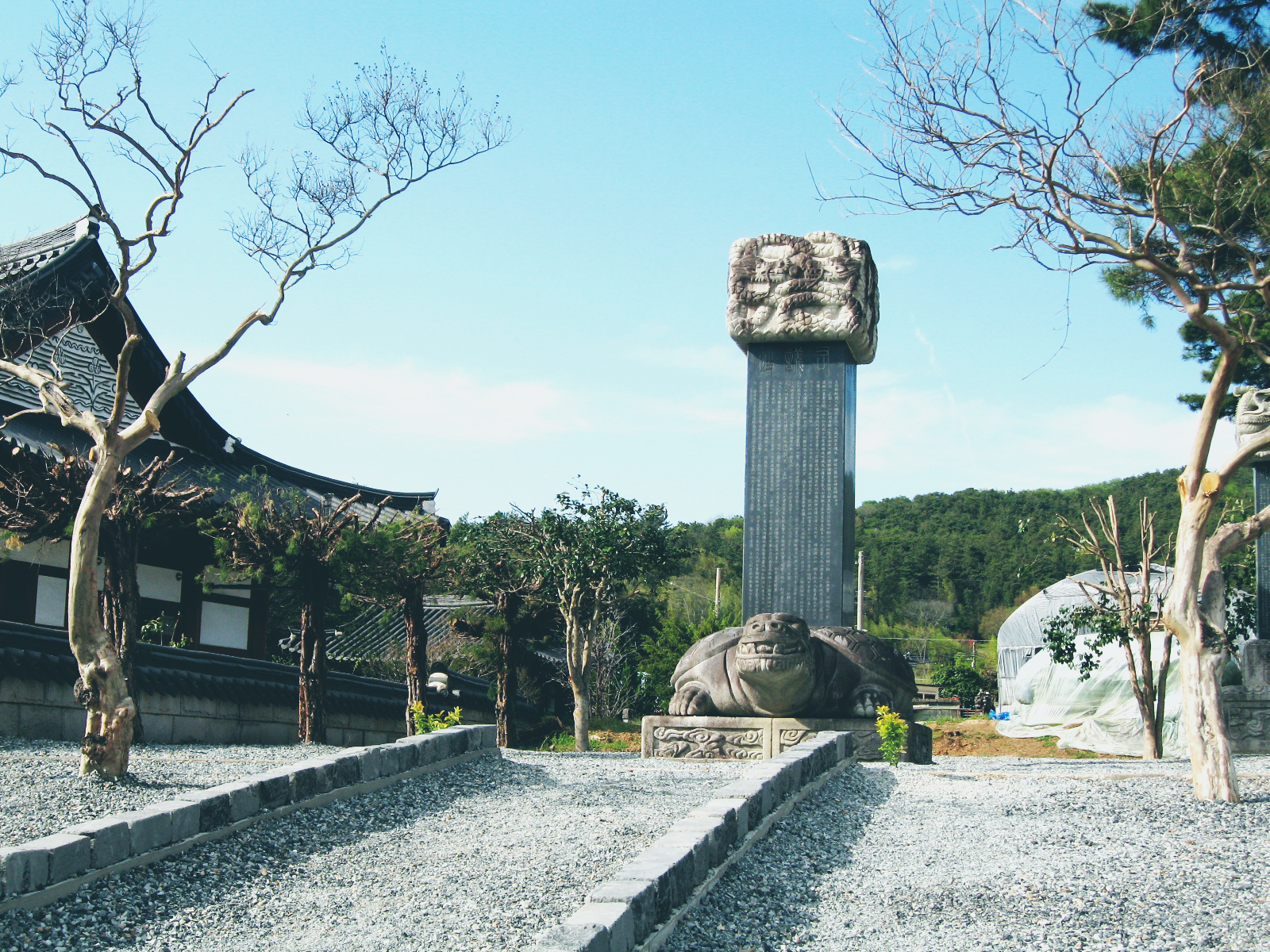

## 현지 안내문
영팔정은 조선초 전라도관찰사로 부임한 하정(夏亭) 류관이 모산리의 지세와 경관이 좋아 세거지로 정하고, 그의 아들 맹문(孟聞)에게 명하여 1406년(태종 6)에 건립한 정자이다.
초창 당시 정자의 이름은 나주목사 유두명이 마을 이름인 모산의 "茅"자와 유관의 호인 하정의 "亭"자를 따서 '茅亭'이라고 하였다. 그 후 율곡 이이(1536~1584)가 이곳에 와서 유관의 학덕을 기리면서 주변 경관을 팔경시(八景詩)로 읊었으며, 그 위에 고경명, 남이공, 유상운 등이 팔경시를 연작하였던 곳이하 하여 '詠八亭'으로 바뀌었다.
영팔정과 직접 관련된 유물로는 정자 내부에 보관된 제영(題詠), 기문현판(記文懸板)과 동계책(洞契冊)이 있다. 영팔정은 조선 초기에 건립된 정자로 오랜 세월 동안 많은 인물을 배출하였으며, 사정(社亭)으로서 역할은 물론 강학 장소, 향약 집합소로도 이용되어 마을민의 구심체가 되었던 곳이다. 또한 현존하는 모산동약(茅山洞約)은 지방사연구의 귀중한 자료로 주목된다. 현판은 남구만(1629~1711)의 글씨이다.

## 참고 자료
- 영팔정 - 국가유산청 국가유산포털
- “지역N문화 선비문화의산실 누정  영팔정편”.